# Cazar ibne Maomé ibne Cazar
Cazar ibne Maomé ibne Cazar (Khazar ibn Muhammad ibn Khazar) foi emir dos magrauas no século IX. Era filho de Maomé e neto de Cazar, o fundador epônimo dos Banu Cazar. Pouco se sabe sobre os magrauas nesse período, porém é certo que mantiveram-se como vassalos do Califado Idríssida (como estabelecido por Maomé) e talvez fundaram nesse momento a Almedina dos Banu Cazar (Madinat Bani Khazar) numa planície árida do Magrebe Central, mas cuja localização exata é incerta. Ao falecer, Cazar foi sucedido por seu célebre filho Maomé. Ele ainda tinha ao menos outros três filhos chamados Abedalá, Fulful e Mabade.